# Hans-Joachim Buddecke
Hans-Joachim Buddecke (Berlino, 22 agosto 1890 – nei pressi di Lilla, 10 marzo 1918) è stato un aviatore tedesco, asso dell'aviazione nella prima guerra mondiale, accreditato con tredici vittorie.
Fu il terzo, dopo Max Immelmann ed Oswald Boelcke, a guadagnare il Blue Max (Pour le Mérite). Combatté in tre teatri durante la prima guerra mondiale: Bulgaria, Turchia e Fronte occidentale.

## Biografia
Buddecke nacque a Berlino e seguì le orme del padre nell'esercito. Nel 1904 iniziò come cadetto; Nel 1910 divenne Leutnant nel 115º reggimento di fanteria, il Leibgarde-Infanterie-Regiment (1. Großherzoglich Hessisches) Nr. 115. Lasciò l'esercito nel 1913 per aver più tempo per la vita sociale e dedicarsi alla sua nuovo passione per il volo. Nello stesso anno si trasferì negli Stati Uniti per iniziare una nuova vita e volò per un certo periodo dal primo campo di aviazione di Cicero, un sobborgo di Chicago. Mentre era negli Stati Uniti, lavorò accanto a uno dei suoi zii come meccanico in una fabbrica di automobili ad Indianapolis. Con i suoi risparmi, il 20 maggio 1914 fu in grado di acquistare il proprio aereo (un monoplano Nieuport) ed immediatamente imparò a volare. Il giorno in cui Buddecke fondò la sua compagnia di produzione di aerei, venne dichiarata la guerra ed egli abbandonò i suoi piani d'affari e tornò in Germania, con il monoplano Nieuport costruito negli Stati Uniti che aveva acquistato al campo di aviazione di Cicero. Viaggiando sotto falso nome, Buddecke attraversò l'Oceano Atlantico con la nave greca Athene fino a Palermo. Dopo il suo arrivo in Europa, tornò subito a casa per raggiungere il servizio aereo Luftstreitkräfte del Deutsches Heer.

## Coinvolgimento nella prima guerra mondiale
Buddecke fu inviato sul Fronte occidentale nel settembre 1914. Inizialmente volò come osservatore, per presto diventare pilota da caccia monoposto con la Feldflieger Abteilung 23. A causa della sua precedente esperienza sui monoplani, il buon amico di Buddecke, Rudolf Berthold, suggerì di pilotare il primo aereo Fokker Eindecker consegnato all'unità. Buddecke e Berthold, pilotando rispettivamente l'Eindecker ed un AEG G.II, formarono un piccolo Kampfstaffel all'interno dell'unità, intercettando aerei da ricognizione britannici. Buddecke ottenne le sue prime tre vittorie con la FA 23.
Buddecke ottenne la sua prima vittoria il 19 settembre 1915 abbattendo un B.E.2c del No. 8 Squadron RFC, del tenente pilota WH Nixon e dall'osservatore Capt JNS Stott. Aprendo il fuoco da 200 metri ferma la mitragliatrice dell'osservatore, anche se il capitano Stott ha poi risposto al fuoco con una pistola tascabile. Gli hanno sparato ad una distanza di dieci metri e Nixon è stato colpito. La pistola di Buddecke si è poi inceppata. Mentre Buddecke lottava con la pistola inceppata, Stott si arrampicava sulle spalle del suo pilota morente, mise i talloni sulle ginocchia del pilota per azionare il timone e si chinò in avanti per afferrare i controlli. Buddecke sbloccò la sua pistola per colpire l'osservatore britannico. Il BE.2c atterrò vicino a Saint Quentin. Buddecke volò fino al relitto dopo l'atterraggio, dove il prigioniero infortunato Stott gli mostrò i fori di proiettile nel suo cappotto. Buddecke conseguì una vittoria il 23 ottobre (un B.E.2 del No. 13 Squadron RFC, del Capt CH Marks e del tenente WG Lawrence- fratello del TE Lawrence d'Arabia - uccidendoli), l'11 novembre e una vittoria non confermata il 6 dicembre 1915.
Fu poi inviato nella Penisola di Gallipoli per volare con l'Halberstadt D.II ed il Fokker E.III con la FA 6 ottomana contro il Royal Naval Air Service. Durante la campagna turca ebbe successo, con quattro vittorie confermate e sette non confermate e Buddecke fu personalmente premiato con la Liyakat Madalyası d'oro da Enver Pasha. Fu richiamato sul fronte occidentale alla fine dell'agosto 1916 come leader del neo-costituito Königlich Preußische Jagdstaffel 4.
Dopo tre vittorie nel mese di settembre, partì di nuovo per la Turchia per volare con la FA 5 ottomana. All'inizio del 1918 tornò in Francia con la Jagdstaffel 30 della Königlich Preußische, prima di passare al Königlich Preußische Jagdstaffel 18.
Nel giro di pochi giorni Buddecke morì durante un combattimento aereo sopra Lens (Francia), il 10 marzo 1918, vittima del Sopwith Camel del No. 3 Naval Squadron RNAS. Hans-Joachim Buddecke è sepolto nel Cimitero degli Invalidi a Berlino.